# Опанасенко Петро Микитович
Петро Микитович Опанасенко (14 лютого 1952 — 27 вересня 2010) — український правоохоронець. Генерал-полковник МВС України, один з ключових свідків у справі Гонгадзе.

## Життєпис
Народився 14 лютого 1952 року в селі Войкове Баришівського району Київської області. У 1977 році закінчив Львівську спеціальну середню школу міліції МВС СРСР за спеціальністю «юрист-правознавець», а в 1986 році — Київську вищу школу МВС СРСР за спеціальністю «правознавство».
Опанасенко розпочав свою трудову діяльність у 1969 році на київському заводі «Більшовик» токарем. Протягом 1971—1973 років проходив службу в Збройних силах СРСР.
У 1973—2005 роках Опанасенко працював на різних посадах в органах внутрішніх справ. Починаючи з 1992 по 1996 рік, очолював управління карного розшуку Головного управління внутрішніх справ у місті Києві, з січня 1997 року був призначений на посаду першого заступника начальника Головного управління МВС України в місті Києві — начальника кримінальної міліції. У 2001 році був призначений на посаду заступника Державного секретаря МВС України — начальника ГУ МВС в місті Києві. З 2003 по 2005 рік був заступником міністра внутрішніх справ України — начальником кримінальної міліції.
У 2000 році журналіст Георгій Гонгадзе, який помітив за собою стеження, звернувся з листом про це до Генпрокуратури. Там не відреагували, але скарга журналіста була спущена в столичну міліцію, де розслідуванням справи про переслідування Гонгадзе (ще до загибелі журналіста), зайнявся перший заступник начальника главку з оперативної роботи (на той час) Опанасенко.
Також Опанасенко згадувався на плівках Миколи Мельниченка у розмовах нібито президента Леоніда Кучми з міністром внутрішніх справ Юрієм Кравченком. За інформацією ЗМІ, Опанасенко встановив, що номери машини, яка стежить за Гонгадзе, належать міліцейській «сімці» (зовнішньому спостереженню), якою і командував у масштабах країни Олексій Пукач (генерал міліції, головний підозрюваний у вбивстві). Нібито Опанасенко доповів про це, і план щодо Гонгадзе почав давати збій, тому що пішов витік інформації. На плівках в розмові з президентом глава МВС висловлює невдоволення з цього приводу.
З 2005 року працював на посаді заступника голови правління, директора Департаменту економічної безпеки та режиму ВАТ «Укрнафта».
Помер 27 вересня 2010 року.

## Нагороди та відзнаки
- Орден «За заслуги» III ступеня
- Нагороджений почесними грамотами Верховної Ради та Кабінету Міністрів України